# Kopanina Kaliszańska
Kopanina Kaliszańska (prononciation [kɔpaˈnina kaliˈʂaɲska]) est un village de la gmina de Łaziska du powiat d'Opole Lubelskie dans la voïvodie de Lublin, située dans l'est de la Pologne.
Il se situe à environ 5 kilomètres au sud de Łaziska (siège de la gmina), 9 kilomètres au sud-ouest d'Opole Lubelskie (siège du powiat) et 52 kilomètres à l'ouest de Lublin (capitale de la voïvodie).
Le village possédait une population de 148 habitants en 2009.

## Histoire
De 1975 à 1998, la ville est attachée administrativement à l'ancienne Lublin.

Depuis 1999, elle fait partie de la nouvelle voïvodie de Lublin.